# Paul Clinton
Paul Clinton (Columbus, 1953 – Los Angeles, 30 gennaio 2006) è stato un critico cinematografico statunitense.
È stato redattore per il cinema della CNN per circa venti anni, oltre ad essere tra i co-fondatori della Broadcast Film Critics Association (BFCA).

## Biografia
Nato a Columbus (Ohio), ha frequentato l'Università statale dell'Ohio, spostandosi poi New York per collaborare con la NBC. Clinton ha inoltre prodotto con Tom Snyder The Tomorrow Show, trasferendosi poi a Los Angeles per lavorare a The Merv Griffin Show. Ha poi collaborato con la KCBS-TV come produttore nel campo dell'intrattenimento. Nel 1988, Clinton cominciò a lavorare al Turner Entertainment Report per la CNN, iniziando a recensire pellicole cinematografiche; i suoi articoli e i suoi giudizi critici vennero poi trasmesse radiofonicamente in oltre 100 stazioni nazionali e internazionali, in uno spazio chiamato "Paul's Picks".
Clinton morì all'età di 53 anni il 30 gennaio 2006 al Cedars-Sinai Medical Center di Los Angeles, California.